# Force India VJM09
A Force India VJM09 egy Formula–1-es versenyautó, melyet a Force India csapat tervezett és versenyeztetett a 2016-os Formula–1 világbajnokságban. Pilótái Sergio Pérez és Nico Hülkenberg voltak.

## Áttekintés
Az idényt erősebben kezdték meg, mint az előzőt: Monacóban Pérez révén dobogóra tudtak állni, Hülkenberg pedig hatodik lett. Pérez ezt a teljesítményt megismételte Azerbajdzsánban is. Belgiumban érték el az idényben a legjobb helyezésüket, egy negyedik-ötödik hellyel kettős pontszerzést. Egész éves folyamatos pontszerzésüknek köszönhetően az évet a konstruktőri negyedik helyen zárták, ami a csapat fennállásának legjobb eredménye volt.

## Eredmények
| Év   | Csapat             | Motor                  | Gumik | Pilóták         | Futamok | Futamok | Futamok | Futamok | Futamok | Futamok | Futamok | Futamok | Futamok | Futamok | Futamok | Futamok | Futamok | Futamok | Futamok | Futamok | Futamok | Futamok | Futamok | Futamok | Futamok | Pontok | Helyezés |
| Év   | Csapat             | Motor                  | Gumik | Pilóták         | AUS     | BHR     | CHN     | RUS     | ESP     | MON     | CAN     | EUR     | AUT     | GBR     | HUN     | GER     | BEL     | ITA     | SIN     | MAL     | JPN     | USA     | MEX     | BRA     | ABU     | Pontok | Helyezés |
| ---- | ------------------ | ---------------------- | ----- | --------------- | ------- | ------- | ------- | ------- | ------- | ------- | ------- | ------- | ------- | ------- | ------- | ------- | ------- | ------- | ------- | ------- | ------- | ------- | ------- | ------- | ------- | ------ | -------- |
| 2016 | Sahara Force India | Mercedes PU106C Hybrid | P     | Sergio Pérez    | 13      | 16      | 11      | 9       | 7       | 3       | 10      | 3       | 17†     | 6       | 11      | 10      | 5       | 8       | 8       | 6       | 7       | 8       | 10      | 4       | 8       | 173    | 4.       |
| 2016 | Sahara Force India | Mercedes PU106C Hybrid | P     | Nico Hülkenberg | 7       | 15      | 15      | KI      | KI      | 6       | 8       | 9       | 19†     | 7       | 10      | 7       | 4       | 10      | KI      | 8       | 8       | KI      | 7       | 7       | 7       | 173    | 4.       |

† – Nem ért célba, de rangsorolták, mert teljesítette a versenytáv 90 százalékát.

## Fordítás
- Ez a szócikk részben vagy egészben  a   Force India VJM09 című angol Wikipédia-szócikk ezen változatának fordításán alapul.  Az eredeti cikk szerkesztőit annak laptörténete sorolja fel. Ez a jelzés csupán a megfogalmazás eredetét és a szerzői jogokat jelzi, nem szolgál a cikkben szereplő információk forrásmegjelöléseként.